# Гуменюк, Олег Владимирович
Олег Владимирович Гуменюк (род. 3 марта 1967, Владивосток) — российский государственный деятель.
Глава города Владивостока с 5 апреля 2019 по 18 мая 2021. Действительный государственный советник Амурской области III класса.

## Образование
В 2007 году окончил Дальневосточный государственный технический рыбохозяйственный университет по специальности «Экономика и управление на предприятии (пищевая промышленность)» с присвоением квалификации «экономист-менеджер». В 2007 году прошёл профессиональную переподготовку в Приморском институте государственного и муниципального управления.

## Карьера
В 1989 году инструктор Владивостокского городского отдела ДОСААФ.
С 1990 по 1994 год начальник отдела «Реновация». Затем менеджер отдела маркетинга филиала межотраслевого общества «Новый курс».
С 1997 по 1999 год коммерческий директор ООО «Спрут-7».
С 1999 по 2001 год инструктор по спорту городского Совета ОСТО, начальник СТК.
С 2005 по 2009 год работал председателем комитета по физической культуре и спорту, начальником управления физической культуры и спорта Владивостока.
В 2010 году был начальником управления по физической культуре и спорту Амурской области. С 2011 по 2015 год был министром по физической культуре и спорту Амурской области.
С 22 декабря 2018 года был исполняющим обязанности мэра Владивостока.
28 марта 2019 года решением Думы города Владивостока по результатам конкурса избран главой города Владивостока. 5 апреля 2019 года принял присягу и вступил в должность главы города.
18 мая 2021 года ушёл в отставку с должности главы города. Это решение было принято вместе с полпредом президента РФ по ДФО Юрием Трутневым и губернатором Приморского края Олегом Кожемяко.

## Уголовное дело
4 октября 2021 года задержан по подозрению в получении взятки, дело вёл Следственный комитет по Приморскому краю.
12 декабря 2022 года в Ленинском районном суде Владивостока начались прения сторон. Прокуратура запросила для политика 17 лет колонии строгого режима, 150 млн рублей штрафа, а также 12-летний запрет на занятие должностей в органах власти.
Бывшего мэра подозревают в получении взяток на сумму около 38 млн рублей, покровительстве похоронного бизнеса и помощи знакомому бизнесмену, который занимался строительством. По версии следствия, градоначальник помогал ему получать выгодные контракты. Ранее Ленинский районный суд Владивостока вынес обвинительное решение местному предпринимателю Сергею Сиротину за посредничество во взяточничестве и приговорил его к 4 годам лишения свободы и штрафу 62,5 млн рублей. Это двукратная сумма взяток, которые Сергей Сиротин передавал Олегу Гуменюку с декабря 2018 года за покровительство ритуальному агентству «Некрополь». Сергей Сиротин признал вину и начал сотрудничать со следствием.
Олега Гуменюка также обвиняют в получении 6,9 млн рублей в период с 2016 года по 2018 год, которые тогда ещё глава хозяйственного управления администрации Приморского края получал за обеспечение победы на онлайн-аукционах.
Свою вину Гуменюк не признал.
18 января 2023 года приговорён судом к 16,5 года лишения свободы и штрафу в 150 миллионов рублей по делу о получении взяток общей суммой свыше 38 миллионов рублей.
В декабре 2023 заключил в колонии контракт с Минобороны РФ для участия в российском вторжении в Украину.